# Tipparade
De Tipparade is van oorsprong een Radio Veronica-tiplijst van dertig platen die kans maken op een "notering" in de Nederlandse Top 40 op basis van verkoopcijfers van groothandel en detailhandel. Daarnaast speelt bij een groot aanbod van nieuwe singles de voorkeur van deelnemende personen aan/in de Tipparadevergadering (op iedere vrijdagochtend) mee. In die vergadering zaten/zitten onder meer de directeur van de Top 40, een werknemer van de Top 40, een detailhandelaar en wat ander los "deskundig volk".

## Geschiedenis
In 1967 begon Rob Out met het presenteren van een ongenummerde lijst met twintig platen, de "Tips voor de top", die een kans maakten om in de Veronica Top 40 terecht te komen. Hieronder bevonden zich ook eigen hittips van de dj's van Radio Veronica. De naam van de lijst werd op 15 juli 1967 gewijzigd in "Tipparade" en tegelijk werd er een rangorde van 1 tot en met 20 aangebracht. In 1969 werd de lijst uitgebreid naar dertig platen. De lijst van de Tipparade werd in september 1970 voor het eerst afgedrukt op "het gedrukte exemplaar" van de Top 40. Eerder, vanaf april 1970, werd hij afgedrukt op een los vel, dat vaak in platenzaken hing. De eerste Alarmschijf, de nummer 1 in de Tipparade, werd in de lijst van 1 november 1969 verkozen. De Alarmschijf werd overdag elk uur op Radio Veronica gedraaid.
De hittips van de diverse DJ's werden ook als zodanig aangeduid in "het gedrukte exemplaar" van de Top 40. Nadat de zeezender Radio Veronica haar uitzendingen per 31 augustus 1974 moest beëindigen, werd hiermee ook gestopt. Vanaf donderdag 3 oktober 1974 ging de TROS de Tipparade en de vanaf dan Nederlandse Top 40 en de hittip Alarmschijf uitzenden. De omroep haalde de hitlijsten en de hittip als A-omroep naar Hilversum 3. De Tipparade en de Top 40 werden tot en met 20 mei 1976 op de befaamde TROS donderdag tussen 14:00 en 18:00 uur uitgezonden en gepresenteerd door dj's Hugo van Gelderen en Ferry Maat.
Op Hemelvaartsdag 27 mei 1976  kreeg Veronica als kersverse aspirant omroep de hitlijsten en de hittip terug van de TROS. Per vrijdag 28 mei 1976 werd de Top 40 en de Alarmschijf op de vrijdagavond tussen 19:00 en 20:00 uur uitgezonden op Hilversum 3.
Vanaf 6 april 1979 keerde De Tipparade voor enkele jaren weer terug als onderdeel van de vrijdag programmering van Veronica op Hilversum 3. Het programma werd in het uur voor de Nederlandse Top 40 met Lex Harding (tussen 14:00 en 15:00 uur) door Bart van Leeuwen (met als vaste invaller Leo van der Goot) gepresenteerd. Per zondag 1 december 1985 werd in Hilversum de zender profilering en het nieuwe uitzendschema voor de publieke radiozenders ingevoerd en wijzigde de naam in "Radio 3". Veronica kreeg door het behalen van de A-status de Volle Vrijdag op Radio 3 toebedeeld. Hierdoor verdween de Tipparade per vrijdag 6 december 1985 weer uit de programmering.

## Tegenwoordig
Met de cijfers van onder andere verkoop en airplay wordt de indeling vastgesteld, waarbij de Alarmschijf tegenwoordig een keuze is van de Qmusic-dj's (vroeger van de Radio Veronica / de TROS Hilversum 3 / het publieke Veronica en van juni 1993 t/m december 2018 de Radio 538-dj's).
De Tipparade verscheen in de tijd dat de Top 40 in FreeCharts werd afgedrukt alleen nog elektronisch, echter sinds 2 augustus 2008 verschijnt de Tipparade weer in druk, op de achterkant van "het gedrukte exemplaar" van de Nederlandse Top 40.

## Trivia
- Er zijn tipparades in 1970, 1971 en 1972 die 31 posities telden in plaats van de gebruikelijke 30. Meestal kwam dit doordat dan de Alarmschijf van "de week daarvoor" nog niet in de Nederlandse Top 40 "van deze week" was binnengekomen. Deze tijdelijke "geflopte" Alarmschijf werd dan op positie 1A in de tipparade geplaatst. Voorbeeld: de tipparade van 24 juli 1971.
- De Tipparade van 30 juni 1973 is nooit samengesteld, in tegenstelling tot de Top 40 van die datum.
- Vanaf rond 2000 is de Alarmschijf een willekeurige nieuwe plaat met hitpotentie. Dit was dus niet altijd nummer 1 van de Tipparade, maar kon ook een nieuwe binnenkomer in de Top 40 zijn.
- Er zijn vierentwintig singles geweest die elf weken aaneengesloten in de Tipparade hebben gestaan. Dat zijn:
  - 1969/1970: José Feliciano - She's A Woman/Rain (Nimmer in de Top 40 genoteerd geweest)
  - 1998: Tina Arena & Marc Anthony - I want to spend my lifetime loving you (Daarna de Top 40 betreden)
  - 1999: Limp Bizkit - Nookie (Nimmer in de Top 40 genoteerd geweest)
  - 2008: Nikki - What Did I Do (Daarna de Top 40 betreden)
  - 2009: The Dubguru - U got 2 know (Nimmer in de Top 40 genoteerd geweest)
  - 2010: Joshua Radin - I'd rather be with you (Nimmer in de Top 40 genoteerd geweest)
  - 2011: The Fray - Heartbeat (Nimmer in de Top 40 genoteerd geweest)
  - 2012: Andy Grammer - Keep your head up (Nimmer in de Top 40 genoteerd geweest)
  - 2013/2014: Lorde - Team (Daarna de Top 40 betreden)
  - 2013/2014: Faul & Wad Ad vs Pnau - Changes (Daarna de Top 40 betreden)
  - 2014/2015: Becky G - Can't stop dancing (Nimmer in de Top 40 genoteerd geweest)
  - 2015: Hardwell ft. Jason Derulo - Follow me (Nimmer in de Top 40 genoteerd geweest)
  - 2016: Birdy - Keeping Your Head Up (Nimmer in de Top 40 genoteerd geweest)
  - 2016: Robin Schulz ft. J.U.D.G.E - Show Me Love (Daarna de Top 40 betreden)
  - 2016: Dua Lipa - Blow Your Mind (aaah) (Nimmer in de Top 40 genoteerd geweest)
  - 2017: Steve Aoki & Louis Tomlinson - Just Hold On (Nimmer in de Top 40 genoteerd geweest)
  - 2017: Zara Larsson & Ty Dolla Sign - So Good (Nimmer in de Top 40 genoteerd geweest)
  - 2019: Miley Cyrus - Mothers Daughter(Nimmer in de Top 40 genoteerd geweest)
  - 2019: Sam Feldt ft Rani - Post Malone (Daarna de Top 40 betreden)
  - 2019/2020: Freya Ridings - Castles (Nimmer in de Top 40 genoteerd geweest)
  - 2020: Nick Klyne - Rain On Your Parade (Nimmer in de Top 40 genoteerd geweest)
  - 2020/2021: Dotan - There Will Be A Way (Daarna de Top 40 betreden)
  - 2021/2022: Iann Dior - Let You (Nimmer in de Top 40 genoteerd geweest)
  - 2022: Alvaro Soler x Topic - Solo Para Ti (Daarna de Top 40 betreden)
  - 2022: Topic & A7s - Kernkraft 400 (A Better Day) (Daarna de Top 40 betreden)

- Er zijn elf singles die zelfs 12 weken aaneengesloten in de Tipparade hebben gestaan:
  - 1999: Dr. Dre & Eminem - Forgot about Dre / Dr. Dre & Snoop Dogg - Still D.R.E. (Dubbele A-kant) (Daarna de Top 40 betreden)
  - 2012: Cascada - Summer of love (Nimmer in de Top 40 genoteerd geweest)
  - 2012: Nick & Simon - Ze lijkt net niet op jou (Nimmer in de Top 40 genoteerd geweest)
  - 2012: Emeli Sandé - Clown (Nimmer in de Top 40 genoteerd geweest)
  - 2015: Jessie J - Flashlight (Nimmer in de Top 40 genoteerd geweest)
  - 2019: Bebe Rexha - You Can't Stop The Girl (Daarna de Top 40 betreden)
  - 2019: Shaed & Zayn - Trampoline (Nimmer in de Top 40 genoteerd geweest)
  - 2020/2021: James Arthur - Train Wreck (Nimmer in de Top 40 genoteerd geweest)
  - 2021: Black Eyed Peas X Shakira - Girl Like Me (Daarna de Top 40 betreden)
  - 2021/2022: Kensington - Island(unplugged/live) (Nimmer in de Top 40 genoteerd geweest)
  - 2021/2022: Froukje - Een teken (Nimmer in de Top 40 genoteerd geweest)

- En er zijn vier serieuze longstayers die maar liefst 13 weken aangesloten in de tipparade stonden:
  - 2016: Alan Walker - Alone (Nimmer in de Top 40 genoteerd geweest)
  - 2018: Armin van Buuren - Blah Blah Blah (Daarna de Top 40 betreden)
  - 2018: Gavin James - Glow (Daarna de Top 40 betreden)
  - 2018/19: Zara Larsson - Ruin my life (Nimmer in de Top 40 genoteerd geweest)

- Singles die niet aaneengesloten in de Tipparade stonden én nimmer in de Top 40 genoteerd zijn geweest:
  - 11 weken: Jonathan Jeremiah - Happiness (2011)
  - 12 weken: Sophie Ellis-Bextor - Take me home (2001 en 2002)
  - 12 weken: Future Presidents - The world keeps changing (2009)
  - 12 weken: Zedd ft. Foxes - Clarity (2013)
  - 12 weken: Juice Wrld - Lucid Dreams  (2019 en 2020)
  - 13 weken: Travis - Sing (2001)
  - 13 weken: Agnes - On and on (2009 en 2010)
  - 14 weken: September - Because I love you (2009)
  - 14 weken: Zedd ft. Hayley Williams - Stay the Night (2013 en 2014)
  - 15 weken: Purple Disco Machine (Ft. Moss Kena & The Knocks) - Fireworks  (2021)
  - 16 weken: Morning Parade - Under the stars (2011 en 2012)